# Powiat Malborski
Der Powiat Malborski (deutsch: Marienburg) ist ein Powiat (Kreis) in der polnischen Woiwodschaft Pommern. Der Powiat hat eine Fläche von 494,63 km², auf der etwa 64.000 Einwohner leben.

## Städte und Gemeinden
Der Powiat umfasst sechs Gemeinden.
Stadtgemeinde:
- Malbork (Marienburg in Westpr.)

Stadt-und-Land-Gemeinde:
- Nowy Staw (Neuteich)

Landgemeinden:
- Lichnowy (Groß Lichtenau)
- Malbork (Marienburg)
- Miłoradz (Mielenz)
- Stare Pole (Altfelde)

## Nachbarlandkreise
| Powiat Gdański Danziger Höhe | Powiat Nowodworski Tiegenhof                |                        |
| Powiat Tczewski Dirschau     | Kompassrose, die auf Nachbargemeinden zeigt | Powiat Elbląski Elbing |
|                              | Powiat Sztumski Stuhm                       |                        |